# Eva Aariak
Eva Aariak, née le 10 janvier 1955 à Arctic Bay dans les Territoires du Nord-Ouest (aujourd'hui au Nunavut), est une journaliste et femme politique canadienne. Elle est première ministre du Nunavut de 2008 à 2013 et commissaire de ce même territoire depuis 2021.

## Biographie
Née le 10 janvier 1955 à Arctic Bay, Eva Aariak poursuit ses études au Manitoba et en Ontario avant de revenir au Nunavut où elle exerce comme enseignante. Elle participe aux différentes étapes menant à la création du territoire du Nunavut. Sa carrière politique et professionnelle est variée, elle est notamment commissaire aux langues du Nunavut, journaliste pour la Société Radio-Canada et présidente de la Chambre de commerce régionale de Baffin.
Elle est élue députée de l'Assemblée législative du Nunavut lors des élections du 27 octobre 2008 dans la circonscription d'Iqaluit Est. Le 14 novembre suivant, elle est élue par l'Assemblée comme première ministre du territoire en remplacement de Paul Okalik et prend ses fonctions le 19 novembre. Elle est ainsi la première femme à occuper ce poste et la cinquième femme première ministre provinciale ou territoriale dans l’histoire canadienne.
En septembre 2013, elle annonce qu'elle n'est pas intéressée par un deuxième mandat de première ministre. Lors des élections du 28 octobre, elle se présente dans la nouvelle circonscription d'Iqaluit-Tasiluk, mais elle est battue par George Hickes. Peter Taptuna lui succède au poste de premier ministre en novembre 2013.
Le 12 janvier 2021, elle est nommée commissaire du Nunavut.

## Honneurs
- Le 27 décembre 2018, elle est nommée membre de l'Ordre du Canada[5].